# Casa del Doctor Puig Roig
La Casa del Doctor Puig Roig és una obra de Sant Cugat del Vallès (Vallès Occidental) protegida com a Bé Cultural d'Interès Local.

## Descripció
Xalet de línia clàssica, molt sobri i caracteritzat per un remat de cornisa d'ordre corinti. El cos que sobresurt correspon a la capella. A la façana de migdia destaca la presència d'una finestra veneciana.

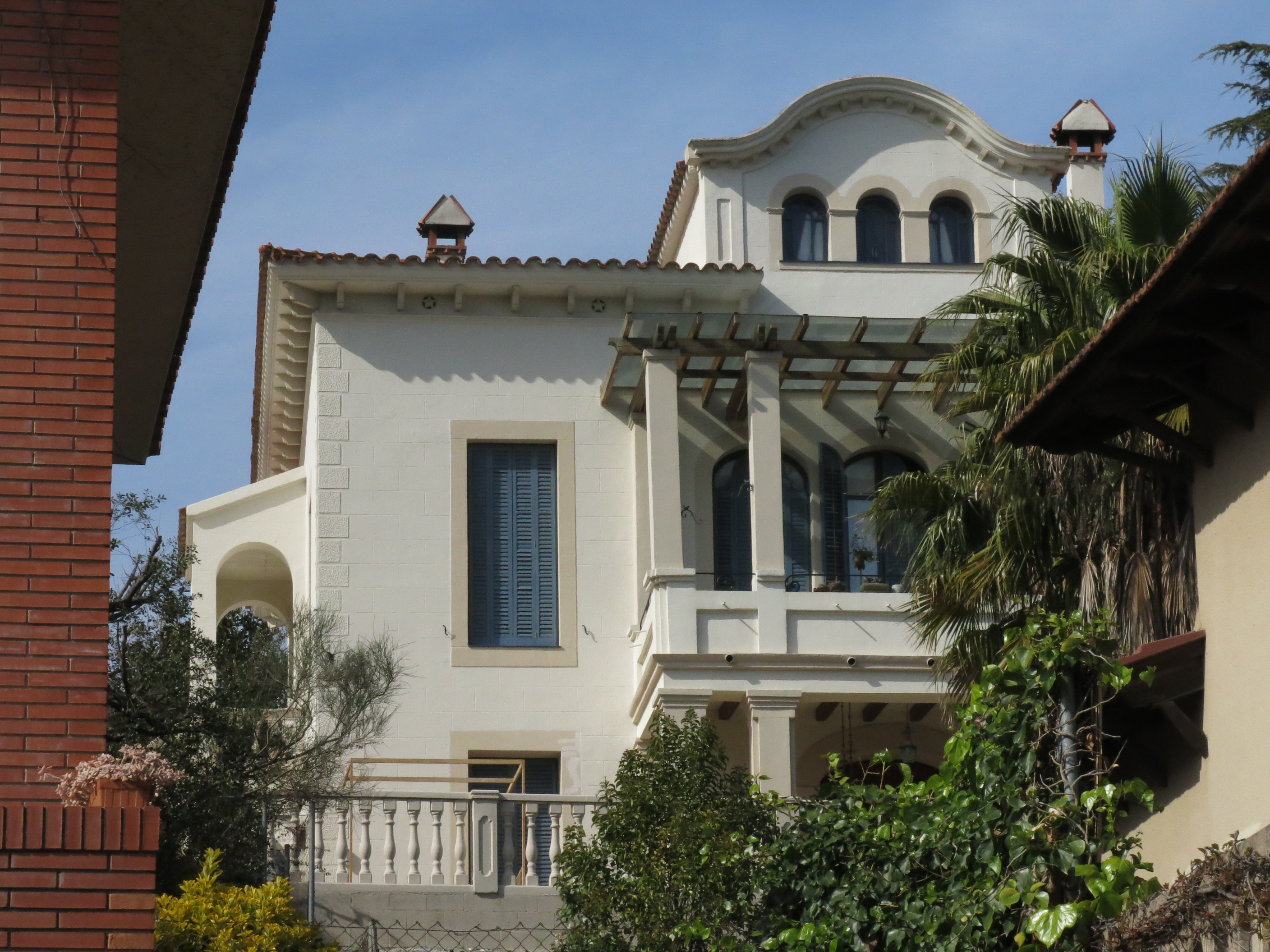
Façana de migdia

Joan Borràs impulsà la urbanització d'aquest indret i aquesta és una de les primeres cases que es va construir. La casa pertanyia al ginecòleg Pere Puig i Roig.
Mentre no hi va haver en funcionament l'església de l'Assumpció es feia missa en aquesta capella per els veïns de la zona. Durant la Guerra Civil es van fer misses catecumenals.